# Адолф Кристоф фон Дона-Лаук
Адолф Кристоф фон Дона-Лаук (на немски: Adolph Christoph Burggraf und Graf zu Dohna-Lauck; * 4 юли 1683 в Замрот при Морунген, Острóда, Полша; † 13 септември 1736 в Лаук в днешния Мушкино в Калининградска област) е граф и бургграф на Дона-Лаук в окръг Пруска Холандия и холандски хауптман.

## Произход
Той е вторият син на граф и бургграф Кристоф Фридрих фон Дона-Лаук (1652 – 1734), наследствен знаменосец в Прусия, и първата му съпруга графиня Йохана Елизабет фон Липе-Детмолд (1653 – 1690), дъщеря на граф Херман Адолф фон Липе-Детмолд (1616 – 1666) и графиня Ернестина фон Изенбург-Бюдинген-Бирщайн (1614 – 1665).
Баща му Кристоф Фридрих фон Дона-Лаук се жени втори път на 22 декември 1692 г. за пфалцграфиня Елизабет Кристина при Рейн фон Цвайбрюкен-Ландсберг (1656 – 1707).
Братята му са Фабиан Ернст фон Дона-Лаук (1678 – 1730, Шлодиен), Симон Хайнрих фон Дона-Лаук (1688 – 16 декември 1713 в битка) и Кристиан Албрехт фон Дона-Лаук (1690 – 10 ноември 1708, в битка в Лил). Полубрат е на Фридрих Лудвиг фон Дона-Райхертсвалде (1697 – 1766, Райхертсвалде).
Адолф Кристоф фон Дона-Лаук умира на 13 септември 1736 г. на 53 години в Лаук.

## Фамилия
Адолф Кристоф фон Дона-Лаук се жени на 17 септември 1714 г. в Шлодиен за Фреде-Мария фон Дона-Шлодиен (* 31 декември 1695; † 30 юни 1772), дъщеря на граф и бургграф Кристоф I фон Дона-Шлодиен (1665 – 1733) и Фреде-Мария фон Дона (1660 – 1729), дъщеря на граф Кристиан Албрехт фон Дона (1621 – 1677) и София Доротея ван Бредероде (1620 – 1678). Те имат 13 деца:
- Кристоф Белгикус (* 20 юли 1715, Райхертсвалде; † 11 юли 1773, Шлодиен), женен I. на 20 юли 1753 г. в Раудниц за графиня Амалия Вилхелмина Финк фон Финкенщайн (* 29 април 1737; † 7 април 1765), II. на 21 юли 1767 г. в Шлодиен за графиня София Луиза фон Шьонайх-Каролат (* 22 август 1728; † 16 май 1778)
- Йохан Фридрих (* 16 декември 1716, Райхертсвалде; † 7 февруари 1761, в битка), женен на 12 август 1754 г. в Гошюц за графиня Хелена фон Райхенбах (* 13 май 1738; † 6 април 1817)
- Адолф Кристиан (* 27 март 1718, Райхертсвалде; † 15 август 1780, Вернигероде), женен I. на 4 декември 1750 г. в Шлодиен за София Вилхелмина фон Дона-Шлодиен (* 26 октомври 1726; † 31 май 1754), II. на 27 февруари 1755 г. във Вернигероде, Харц за Кристина Елеонора фон Щолберг (* 27 февруари 1723; † 30 ноември 1786), дъщеря на граф Кристиан Ернст фон Щолберг-Вернигероде (1691 – 1771) и София Шарлота фон Лайнинген (1695 – 1762)
- Александер (* 18 май 1719, Райхертсвалде; † 14 август 1793, Засен), женен I. на 18 май 1748 г. в Рундевизе за Вилхелмина фон Роте (* 27 май 1730; † 16 юли 1749), II. на 20 септември 1751 г. в Рундевизе за нейната сестра Йохана София Доротея фон Роте (* 15 юли 1731; † 12 април 1752), III. на 2 юли 1765 г. в Райхертсвалде за Елизабет Шарлота фон Дона-Райхертсвалде (* 2 юли 1740; † 29 юни 1775), дъщеря на братовчед му Фридрих Лудвиг фон Дона-Райхертсвалде (1697 – 1766)
- Фабиан Карл (* 19 януари 1721, Райхертсвалде; † 10 януари 1761, в битка Торгау)
- Фридрих Вилхелм (* 31 януари 1722, Райхертсвалде; † 23 юли 1788, Везел), женен на 4 март 1755 г. във Везел за 	Елизабет ван Коенен (* 31 януари 1722; † 4 август 1800)
- Емил (* 5 септември 1724, Райхертсвалде; † 1 декември 1747, Бреслау)
- Фреда-Мария (* 7 октомври 1725, Райхертсвалде; † 17 март 1802, Лаук)
- Йохана София (* 29 октомври 1726, Шлодиен; † 13 Нов 1807, Кьонигсберг)
- Август (* 28 март 1729, Райхертсвалде; † 4 януари 1793, Везел), знаменосец (1744), пруски генерал-майор (1792), женен на 20 март 1776 г. във Везел за София Фридерика фон Будберг
- Урсула Анна (* 2 май 1730, Райхертсвалде; † 19 юни 1757, Лаук)
- Лудвиг (* 22 март 1733, Райхертсвалде; † 31 март 1787, Кьонигсберг), женен I. на 11 февруари 1771 г. в Квитайнен за графиня Каролина Юлия Финк фон Финкенщайн (* 18 юли 1753; † 5 септември 1774), II. на 15 май 1776 г. в Бестендорф за графиня Амалия Трушсес фон Валдбург (* 23 април 1753; † 12 април 1793)
- София Шарлота (* 26 май 1734; † 4 юли 1786)